# Juge en chef

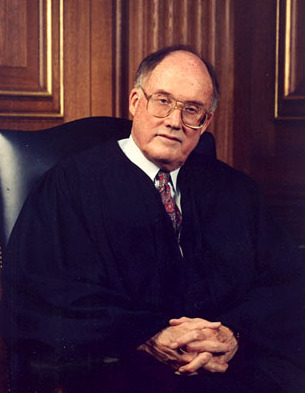
William Rehnquist

Chief Justice (que l'on peut traduire en français par juge en chef) est le titre du président d'une juridiction (souvent la Cour suprême) dans de nombreux pays du Commonwealth ou de pays avec un système judiciaire anglo-saxon basée sur la common law anglaise comme la Cour suprême des États-Unis, la Cour suprême du Canada, la Cour suprême d'Inde, la Cour suprême de Nouvelle-Zélande et des cours suprêmes de province ou d'États fédérés. En Angleterre et pays de Galles et en Irlande du Nord, l'équivalent est le Lord Chief Justice et en Écosse, le Lord President of the Court of Session.